# Гришковська сільська рада
Гришко́вська сільська рада (рос. Гришковский сельский совет) — сільське поселення у складі Німецького національного району Алтайського краю Росії.
Адміністративний центр та єдиний населений пункт — село Гришковка.

## Населення
Населення — 1279 осіб (2019; 1390 в 2010, 1582 у 2002).